# غابي ويلكينز
غابي ويلكينز (بالإنجليزية: Gabe Wilkins)‏ هو لاعب كرة قدم أمريكية أمريكي، ولد في 9 يناير 1971 في كوبينس في الولايات المتحدة.

## وصلات خارجية
- غابي ويلكينز على موقع مرجع كرة القدم المحترفة.كوم (الإنجليزية)